# Сирија на Светском првенству у атлетици у дворани 2012.
Сирија је учествовала на 14. Светском првенству у атлетици у дворани 2012. одржаном у Истанбулу од 9. до 11. марта. Ово је њено пето учешће на светским првенствима. Репрезентацију Сирије представљало је двоје такмичара (1 мушкарац и 1 жена), који су се такмичили у две дисциплине.
Сирија није освојила ниједну медаљу али су њени такмичари оборили национални (Маџид Алдин Газал) и лични (Ghfran Almouhamad) рекорд.

## Учесници
| Мушкарци: - Маџид Алдин Газал — 60 м | Жене: - Ghfran Almouhamad — 60 м препоне |  |

## Резултати

### Мушкарци
| Атлетичар         | Дисциплина | Лични рекорд | Квалификације | Квалификације | Финале               | Финале  | Детаљи |
| Атлетичар         | Дисциплина | Лични рекорд | Резултат      | Место         | Резултат             | Место   | Детаљи |
| ----------------- | ---------- | ------------ | ------------- | ------------- | -------------------- | ------- | ------ |
| Маџид Алдин Газал | 60 м       | 2,24 НР      | 2,26 НР       | 12            | Није се квалификовао | 12 / 19 |        |

### Жене
| Атлетичарка       | Дисциплина   | Лични рекорд | Квалификације | Квалификације | Полуфинале            | Полуфинале            | Финале                | Финале       | Детаљи |
| Атлетичарка       | Дисциплина   | Лични рекорд | Резултат      | Место         | Резултат              | Место                 | Резултат              | Место        | Детаљи |
| ----------------- | ------------ | ------------ | ------------- | ------------- | --------------------- | --------------------- | --------------------- | ------------ | ------ |
| Ghfran Almouhamad | 60 м препоне |              | 9,15 ЛР       | 8. у гр. 3    | Није се квалификовала | Није се квалификовала | Није се квалификовала | 28 / 28 (31) |        |